# Licencia CAL
La licencia CAL (del inglés, Client Access Licence) es la licencia que algunos fabricantes de software dan a programas que son instalados en un servidor, para que sean accedidos desde máquinas cliente. Ejemplo de este tipo de licencias son las que Microsoft otorga para sus productos Windows Server, Exchange, SQL Server, entre otros.
- Datos: Q1100998